# 厚木町
厚木町（あつぎまち）は、神奈川県の中央部に位置し愛甲郡に属していた町である。
現在の厚木市は1955年に新設合併によって誕生したものであり、本町とは異なる自治体である。

## 地理
- 川：相模川

## 歴史

### 沿革
- 1889年（明治22年）4月1日 - 町村制の施行により厚木村が単独町制して厚木町が発足。町役場を烏山藩厚木役所（烏山県厚木出張役場）跡に設置。
- 1915年（大正4年） - 町内に天王町、元町、本町、仲町、旭町、大手町、弁天町が起立。
- 1955年（昭和30年）2月1日 - 小鮎村・玉川村・南毛利村・睦合村と合併して厚木市が発足。同日厚木町廃止。

## 町長
- 斎藤七三郎：1889年 - 1891年6月
- 清田半兵衛：1891年 - 1893年4月
- 清田　進一：1893年 - 1893年7月
- 千葉　胤緑：1893年 - 1893年12月
- 千葉　胤緑：1893年 - 1897年3月
- 青木　察善：1897年 - 1898年1月
- 清水　元載：1898年 - 1899年8月
- 後藤　宗七：1899年 - 1903年8月
- 後藤　宗七：1903年 - 1907年8月
- 後藤　宗七：1907年 - 1911年9月
- 後藤　宗七：1911年 - 1915年9月
- 後藤　宗七：1915年 - 1919年9月
- 後藤　宗七：1919年 - 1923年9月
- 後藤　宗七：1923年 - 1938年1月
- 石川　　要：1938年 - 1942年12月
- 真坂　敏美：1942年 - 1946年4月
- 波多野元正：1946年 - 1947年2月
- 足立原永助：1947年 - 1955年1月

## 交通

### 鉄道路線
- 小田急電鉄
  - 小田原線：本厚木駅

### 道路
- 厚木大山街道